# François Thual
François Thual (Parigi, 24 novembre 1944 – Orange, 21 giugno 2024) è stato un funzionario e politologo francese.

## Biografia
Già funzionario civile del Ministero della Difesa, in precedenza lavorò in più ministeri francesi, insegnò la geopolitica delle religioni al Collège interarmées de défense ed fu autore o coautore di una trentina di opere dedicate essenzialmente al metodo geopolitico e alla sua applicazione in diverse regioni del mondo. Si interessò in particolare alle religioni ortodossa, sciita e buddhista, e a diverse regioni travagliate come il Caucaso.
Fu consigliere al Senato della Repubblica Francese e insegnò al Collège interarmées de défense e alla École pratique des hautes études. Fu membro del Comitato Scientifico della rivista italiana Geopolitica.
I suoi lavori furono protagonisti di un rinnovamento della geopolitica francese neo-realista. Ispirò Aymeric Chauprade, cui fu molto vicino, e chi gli succedette alla cattedra di geopolitica del Collège interarmées de défense.
Massone proveniente dalla Grande Loggia Nazionale Francese che poi lasciò nel 2003, fu fondatore e Grande maestro onorario della Grande Loggia delle Culture e della Spiritualità e, dopo il giugno del 2011, Grande Maestro nazionale della Grande Loggia Mondiale di Misraïm.
Dichiarò di essere stato adottato. Suo padre biologico, membro della Resistenza, fu ucciso durante la seconda guerra mondiale. In seguito conservò il cognome dei suoi genitori adottivi per rispetto a ciò che fecero per lui.

## Opere
- Le Fait juif dans le monde : Géopolitique et démographie, Paris, Odile Jacobs, 2010
- La bataille du Grand Nord a commencé... (con Richard Labévière), Paris, Perrin 2008
- Géopolitique d'Israël: Dictionnaire pour sortir des fantasmes (con Frédéric Encel), Paris, Seuil 2004/ Points Essais 2006.
- Abrégé géopolitique de l'Amérique latine, Paris, Ellipses, 2006.
- Géopolitique des religions. Le Dieu fragmenté, Paris, Ellipses, 2004.
- Géopolitique des Caucases, Paris, Ellipses, 2004.
- Services secrets et géopolitique (intervista con Pierre Lacoste), Lavauzelle, 2004.
- La crise du Haut-Karabakh. Une citadelle assiégée?, Paris, IRIS, 2003.
- Géopolitique du Bouddhisme, Editions des Syrtes, 2002.
- La planète émiettée. Morceler et lottir, un nouvel art de dominer, Arléa, 2002.
- Le Caucase, Paris, Flammarion, 2002.
- Contrôler et contrer. Stratégies géopolitiques, Paris, Ellipses, 2000.
- Bagdad 2000. L'avenir géopolitique de l'Irak (con André Dulait), Paris, Ellipses, 1999.
- Le désir de territoire. Morphogenèses territoriales et identités, Paris, Ellipses, 1999.
- Dictionnaire de géopolitique. États, concepts, auteurs (con Aymeric Chauprade), Paris, Ellipses, 1999.
- Les conflits identitaires, Paris, Ellipses, 1998.
- Le douaire de Byzance. Territoires et identités de l'orthodoxie, Paris, Ellipses, 1998.
- La nouvelle Caspienne. Les nouveaux enjeux post-soviétiques (avec André Dulait), Paris, Ellipses, 1998.
- La Géopolitique (avec Pascal Lorot), Paris, Monchrestien, Clefs, 1997.
- Repères internationaux. L'évènement au crible de la géopolitique. Paris, Ellipses, 1997.
- Abrégé géopolitique du Golfe, Paris, Ellipses, 1997.
- Méthodes de la géopolitique. Apprendre à déchiffrer l'actualité, Paris, Ellipses, 1996.
- Géopolitique de l'Amérique latine, Paris, Economica, 1996.
- Géopolitique du chiisme, Arléa, 1995 réédité en 2002.
- Repères géopolitiques, Paris, La documentation française, 1995.
- Géopolitique de la franc-maçonnerie, Paris, Dunod, 1994